# 4:13 Dream
4:13 Dream – trzynasty album studyjny zespołu The Cure, wydany 27 października 2008 roku.

## Historia płyty
Pojawienie się następcy poprzedniego albumu The Cure, wydanej w 2004 roku płyty zatytułowanej po prostu The Cure było zapowiadane przez Roberta Smitha już od 2006 roku. Jednak data ukończenia prac nad albumem i jego wydania była wielokrotnie przesuwana. Ostatecznie w połowie września 2008 roku na oficjalnej stronie internetowej zespołu pojawiła się informacja o terminie wydania, liście utworów i okładce nowej płyty.
Znajduje się na niej 13 utworów, część z nich, to na nowo zagrane piosenki, które pierwotnie zostały napisane podczas poprzednich sesji nagraniowych, lecz nigdy nie ujrzały światła dziennego (np. „Sleep When I’m Dead” został napisany w 1985 roku).
Nagrania w Polsce uzyskały certyfikat złotej płyty, a na oficjalnej liście sprzedaży dotarły do 9. miejsca.

## Lista utworów
1. „Underneath the Stars”
2. „The Only One”
3. „The Reason Why”
4. „Freakshow”
5. „Sirensong”
6. „The Real Snow White ”
7. „The Hungry Ghost”
8. „Switch”
9. „The Perfect Boy”
10. „This. Here and Now. With You”
11. „Sleep When I’m Dead”
12. „The Scream”
13. „It’s Over”

## Twórcy
- Robert Smith – gitara, śpiew
- Simon Gallup – gitara basowa
- Jason Cooper – perkusja
- Porl Thompson – gitara

## Produkcja
- Producenci: Robert Smith, Keith Uddin